# 三角和雄
三角 和雄（みすみ かずお、1957年（昭和32年）11月20日 - ）は、日本の医師、医学者。学位は博士（医学）。専門は、循環器学。現在は千葉西総合病院院長、東京医科歯科大学特命教授を兼務。大阪府大阪市阿倍野区出身。

## 概略
1957年大阪市で祖父の経営するプラスチック加工会社に勤める技術職の父、専業主婦の母の次男として生まれた。
小学生の頃リウマチ熱を患い、医師に憧れ医者を目指す。
東京医科歯科大学医学部第三内科に3年勤め、イリノイ大学医学部シカゴ校に留学し、カテーテルと出会う。
ニューヨーク医科大学リンカーンメディカルセンター内科レジデント、カリフォルニア大学デービス校神経内科レジデント、ピッツバーグ大学メディカルセンター内科レジデント、カリフォルニア大学アーバイン校心臓内科クリニカル・フェロー、カリフォルニア大学ロサンゼルス校グッド・サマリタン病院心臓内科クリニカル・フェロー、ハワイ大学医学部内科（循環器部門）臨床助教授になどアメリカで12年間腕を磨く。
40歳で帰国。
狭心症と心筋梗塞のカテーテル治療の件数では日本で1、2位を争う。狭心症の治療において高度な技術を要するロータブレーターを使ったカテーテル治療である経皮的冠動脈形成術を年間600件も行い3年連続世界一となり、アメリカの医師格付け機関の「ベストドクターインジャパン」に選ばれるほどの国際的知名度がある。また、日本では唯一ロータブレーターの指導医の資格を持っている。
趣味は、将棋、スクーバダイビングなど。

## 経歴
- 大阪教育大学附属高等学校平野校舎卒業
- 1982年3月 東京医科歯科大学医学部医学科を卒業。卒業時、長尾優学術奨励賞（金時計）受賞。
- 1982年4月 東京医科歯科大学医学部第三内科勤務
- 1996年 ハワイ大学医学部内科（循環器部門）臨床系助教授・開業
- 2000年6月 第42回衆議院議員総選挙にて千葉7区より自由連合公認で立候補するが落選。
- 2001年7月 第19回参議院議員通常選挙にて熊本選挙区より自由連合公認で立候補するが落選（21,242 票）。
- 2004年 医療法人社団木下会千葉葉西総合病院院長に就任（心臓センター長兼任）[2]

## 受賞
- 1982年　東京医科歯科大学　長尾幽学術奨励賞受賞
- 2009年　日本赤十字社金色有功賞受賞
- 2010年　紺綬褒章
- 2012年　紺綬褒章[2]

## 出演番組
- これが世界のスーパードクター（TBS）
  - 「これが世界のスーパードクター5」（2006年10月10日）
  - 「これが世界のスーパードクター6」（2007年3月10日）
- スーパーJチャンネル（2008年4月17日、テレビ朝日）
- 最終警告!たけしの本当は怖い家庭の医学（2009年8月25日、テレビ朝日）
- DON!（2010年5月31日、日本テレビ）
- くらべるくらべらー（2010年12月8日・2011年2月16日、TBS）
- 主治医が見つかる診療所（2012年5月7日、テレビ東京）
- 健康カプセル!ゲンキの時間（2014年3月9日、CBC制作・TBS系列）
- ニノさん（2014年11月2日、日本テレビ）
- 世界が驚いたニッポン! スゴ〜イデスネ!!視察団（2014年11月29日・2015年1月24日、テレビ朝日）
- ヒポクラテスの誓い（2015年6月23日、BSTBS）
- スーパードクターズ〜神ワザ医療最前線SP（2015年6月30日、TBS）
- L4 YOU!（2015年 8月19日、テレビ東京）
- 世界一受けたい授業（2015年10月31日、日本テレビ）
- モーニングショー（2017年8月1日、テレビ朝日）
- 日経スペシャル カンブリア宮殿 人生100年時代に光を灯す! すご腕ドクターの最新医療スペシャル（2018年3月22日、テレビ東京） [3]
- よじごじDays（2018年11月15日、テレビ東京）
- 情熱大陸（2025年1月19日毎日放送(MBS)）「三角和雄（心臓内科医・＃1336）」